# Askholmene
Askholmene est un groupe de quatre îlots de la commune de Frogn,  dans le comté d'Akershus en Norvège.

## Description
Les îlots sont situés dans l'Oslofjord, à 4,7 kilomètres au nord de l'église de Drøbak, avec l'île d'Håøya à l'ouest et l'île d'Aspond au nord, dans le Détroit de Drøbak.

### Histoire

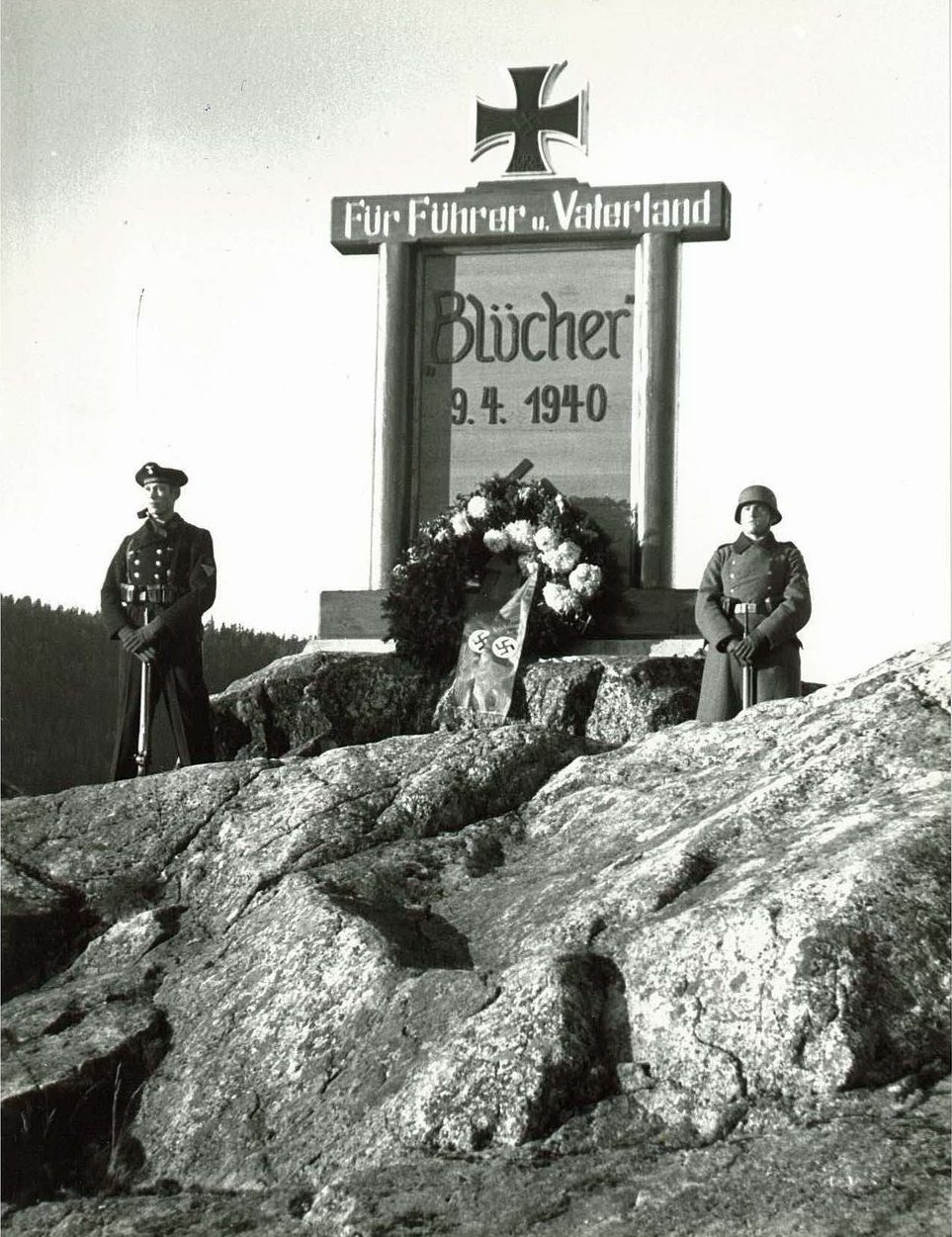
Monument commémoratif allemand

Lors de la Bataille du détroit de Drøbak, pendant l'Opération Weserübung le 9 avril 1940, le croiseur lourd allemand "Blücher" a été bombardé d' artillerie et de torpilles alors que le navire passait devant la forteresse d'Oscarsborg. Le croiseur a coulé à l'est d'Askholmene vers 6 h 23 du matin ce jour-là. 
Le 24 juillet de la même année, un pilier commémoratif a été érigé sur Askholmene pour les Allemands tombés. Lors de la libération en mai 1945, le soutènement a été démoli, mais la fondation est toujours là.

### Zone protégée
La partie la plus à l'est des îlots est protégée depuis 2012 en tant que réserve naturelle de Nordøstre Askeskjær en raison de la vie des oiseaux. De plus, les îlots sont réglementés comme une zone récréative.

### Webographie
- Notice dans un dictionnaire ou une encyclopédie généraliste :   - Store norske leksikon